# جائزة إيطاليا الكبرى 1953
جائزة إيطاليا الكبرى 1953 هو سباق فورمولا 1 أقيم بتاريخ 13 سبتمبر 1953 في حلبة مونزا، إيطاليا. كان التاسع من أصل 9 في بطولة العالم لسباقات الفورمولا واحد موسم 1953. حلّ الأرجنتيني خوان مانويل فانجيو أولا بينما جاء الإيطالي جوزيبي فارينا في المركز الثاني.